# Aequidens hoehnei
Aequidens hoehnei es una especie de peces de la familia Cichlidae en el orden de los Perciformes.

## Morfología
Los machos pueden llegar alcanzar los 5,6 cm de longitud total.los machos en época de apareamiento se tornan de color amarillo

## Distribución geográfica
Se encuentran en Sudamérica: cuenca del río Amazonasy cuenca del Paraná